# بيتر برابيك ليتماثي
بيتر برابيك ليتماثي (من مواليد 13 نوفمبر 1944) هو رجل أعمال نمساوي يشغل منذ عام 2025 منصب الرئيس المؤقت للمنتدى الاقتصادي العالمي. وهو رئيس فخري ورئيس تنفيذي سابق (1997-2008) لمجموعة نستله، ورئيس سابق لمجموعة الفورمولا واحد.

## حياته المبكرة
وُلِد بيتر في فيلاخ، ألمانيا، لعائلة كاثوليكية تعود أصولها إلى إيزرلون ليتماتي في شمال غرب ألمانيا. درس الاقتصاد في جامعة التجارة العالمية (جامعة فيينا للاقتصاد والأعمال حاليًا).

## بداية مسيرته المهنية في شركة نستله
انضم إلى شركة نستله في عام 1968 في النمسا كبائع، ثم أصبح فيما بعد متخصصًا في المنتجات الجديدة. شملت مسيرته المهنية داخل المجموعة فترة امتدت لحوالي عشر سنوات في تشيلي (1970-1980)، أولاً كمدير مبيعات وطني ثم كمدير للتسويق. في عام 1981، تم تعيينه مديراً عاماً لشركة نستله الإكوادور، وفي عام 1983، تم تعيينه رئيساً ومديراً عاماً لشركة نستله فنزويلا. وفي أكتوبر 1987، تم نقله إلى المقر الدولي لشركة نستله في فيفي. وباعتباره نائب الرئيس الأول المسؤول عن قسم المنتجات الطهوية، كان يتحمل المسؤولية العالمية عن هذا المجال التجاري. في الأول من يناير عام 1992، تم تعيين بيتر نائباً تنفيذياً للرئيس في شركة نستله، مع المسؤولية العالمية عن مجموعة الأعمال الاستراتيجية التي تشمل الأغذية، ومعكرونة بويتوني، والشوكولاتة والحلويات، والآيس كريم، وأطعمة الحيوانات الأليفة، والمنتجات الصناعية (النكهات). وفي الوقت نفسه، كان مسؤولاً على مستوى العالم عن التسويق والاتصالات والشؤون العامة. وعلى وجه الخصوص، خلال فترة عمله كنائب الرئيس التنفيذي، قام بتصور وتنفيذ سياسة العلامة التجارية الفريدة لشركة نستله، والتي تتميز بتسلسل هرمي صارم للعلامات التجارية الاستراتيجية على المستوى العالمي والإقليمي والمحلي.

## الرئيس التنفيذي لشركة نستله
في 5 يونيو 1997، تم انتخابه لعضوية مجلس الإدارة، وتعيينه رئيساً تنفيذياً لشركة نستله ش.م. وفي 6 أبريل 2001، انتخبه مجلس الإدارة نائباً للرئيس، وفي أبريل 2005، رئيساً لمجلس الإدارة. بلغت أرباحه في عام 2006 حوالي 14 مليون فرنك سويسري (9 مليون يورو).
في عام 2008، تنحى بيتر عن منصبه كرئيس تنفيذي.

## آراء حول رسوم المياه
ظهر برابيك-ليتماثي (المُنسَب إليه اسم بيتر برابيك) في الفيلم الوثائقي "نُغذّي العالم" عام ٢٠٠٥، وفي معرض حديثه عن المياه، قال: "المسألة تتعلق بخصخصة إمدادات المياه العادية للسكان. وهناك رأيان مختلفان في هذا الشأن. الرأي الأول، وهو رأيٌ أعتقد أنه مُتطرف، تُمثّله المنظمات غير الحكومية، التي تُصرّ على اعتبار الماء حقًا عامًا. هذا يعني أنه من حقّ الإنسان أن يكون له الحق في الماء. هذا حلٌّ مُتطرف. أما الرأي الآخر، فيقول إن الماء غذاءٌ كغيره، ومثل أي غذاء آخر، يجب أن تكون له قيمة سوقية". وأضاف: "أنا شخصيًا أعتقد أنه من الأفضل تحديد قيمة الغذاء حتى نُدرك جميعًا أن له ثمنًا، ثم اتخاذ تدابير مُحدّدة لصالح السكان الذين لا يحصلون على هذا الماء". عقب الجدل الذي أثير على وسائل التواصل الاجتماعي حول هذه التصريحات، صرح بأنه يعتقد أن الحصول على الماء من أجل النظافة الأساسية والشرب هو حق من حقوق الإنسان. وأضاف أن تصريحاته كانت تهدف إلى معالجة الإفراط في الاستهلاك من قبل البعض في حين يعاني آخرون من نقص المياه، وأن تصريحاته أُخرجت من سياقها بواسطة الفيلم الوثائقي.

## آخر
كان بيتر عضوًا في مجلس إدارة مجموعة كريدي سويس، ولوريال، وإكسون موبيل. وهو أيضًا عضو في المائدة المستديرة الأوروبية للصناعيين وعضو مجلس إدارة المنتدى الاقتصادي العالمي. وهو عضو في مجلس أمناء المنتدى الاقتصادي العالمي. كان رئيسًا لمجموعة الفورمولا واحد.
وفقًا لقناة يورونيوز، فإن بيتر برابيك ليتماثي هو صديق مقرب لكونستانتين سيدوروف، مؤسس ومدير تنفيذي لنادي لندن للتكنولوجيا.

## قائمة المراجع المختارة
- 2014: الأعمال في مجتمع متغير ((ردمك 978-303810012-6))
- 2016: التغذية من أجل حياة أفضل ((ردمك 978-359343437-7))

## روابط خارجية
- الموقع الإلكتروني لشركة نستله
- هل قال الرئيس التنفيذي لشركة نستله أن الماء ليس من حقوق الإنسان؟، سنوبس